# Parakaryon myojinensis
A Parakaryon myojinensis, más néven a mjódzsini parakarióta igen különleges feltételezett egysejtűfaj, melyet egy példányáról írták le 2012-ben. A prokarióták és az eukarióták jellemzőivel is rendelkezik, de mindkettőtől különbözik, egyedivé téve az eddig felfedezett fajok közt. Ez a Parakaryon génusz egyetlen tagja.

## Etimológia
A Parakaryon génusznév a görög παρά (pará, „vmi mellett”) és a κάρυον (káryon, „mag”) szavakból származik, és az eukariótáktól és a prokariótáktól való különbségekre utal. A myojinensis fajnév a faj megtalálásának helyére utal: a Mjódzsin-domb (明神海丘) hidrotermális kürtőinél talált pikkelyesféreg-példányból származik mintegy 1240 m mélységből Aogasima szigeténél, a Japán-szigetektől délkeletre.

## Szerkezete
A Parakaryon myojinensis rendelkezik eukarióta, prokarióta és mindkettőtől különböző jellemzőkkel. Az alábbi táblázat részletezi ezeket, az azonos jellemzőket bézzsel színezve.
| Szerkezet                   | Prokarióták     | Eukarióták       | Parakaryon myojinensis          |
| --------------------------- | --------------- | ---------------- | ------------------------------- |
| Sejtmag                     | Nincs           | Van              | Van                             |
| Sejtmagmembránrétegek száma | –               | 2                | 1                               |
| Sejtmagpórusok              | –               | Vannak           | Nincsenek                       |
| Riboszómák helye            | Citoplazmatikus | Citoplazmatikus  | Citoplazmatikus és magon belüli |
| Endoszimbionták             | Nincsenek       | Vannak           | Vannak                          |
| Endoplazmatikus retikulum   | Nincs           | Van              | Nincs                           |
| Golgi-készülék              | Nincs           | Van              | Nincs                           |
| Mitokondriumok              | Nincsenek       | Általában vannak | Nincsenek                       |
| Kromoszómák szerkezete      | Változó         | Lineáris         | Szálas                          |
| Sejtváz                     | Van             | Van              | Nincs                           |

## Besorolása
Nem ismert, hogy a P. myojinensis besorolható-e vagy besorolandó-e az eukarióták vagy a prokarióták közé, vagyis abba a két kategóriába, ahová a többi sejtes élet tartozik. A besorolást nehezíti, hogy az élőlénynek egy példányát fedezték fel, így nem volt lehetőség tovább tanulmányozni.
Nick Lane, brit evolúciós biológus 2015-ös könyvében feltételezte, hogy a P. myojinensis fontos lehet a földi élet eredetében, például annak bizonyítékául, hogy máig folytatódik az egyszerű élőlények szerves vegyületekből való abiogenezise. Az, hogy a P. myojinensist hidrotermális kürtőknél fedezték fel, amelyek feltehetően az első élőlények reakciós helyei is lehettek, alátámaszthatja e lehetőséget.
Egy másik tanulmányt is közöltek 2016-ban, melynek első szerzője Jamagucsi Maszasi. Ez ugyanarról a helyről származó helikális baktériumok felfedezéséről szól férgeken, ezeket „mjódzsini spirális baktériumoknak” nevezték. 2020-ban Jamagucsi és két társa rövid tanulmányt közöltek a férgeken talált élőlényekről. Leírták, hogy köztük találtak baktériumokat bennük lévő baktériumokkal ultravékony rétegeken. Egy ilyen példányt tanulmányoztak, és kiderült, hogy a „gazda” halott volt, sejtfala megszakadt. A kisebb baktériumok a nagyobból táplálkozhattak, de feltételezhető az is, hogy a baktériumok holt baktériumokkal való asszociációját mesterségesen okozták a példányok elektronmikroszkópos vizsgálatra való előkészítésével. Itt annak mind az 5 említése érvényes taxonként szerepel kétségek megfogalmazása nélkül.

## Fordítás
Ez a szócikk részben vagy egészben  a   Parakaryon myojinensis című angol Wikipédia-szócikk ezen változatának fordításán alapul.  Az eredeti cikk szerkesztőit annak laptörténete sorolja fel. Ez a jelzés csupán a megfogalmazás eredetét és a szerzői jogokat jelzi, nem szolgál a cikkben szereplő információk forrásmegjelöléseként.